# Parlamentswahl in Bulgarien November 2021
- BSP: 26
- PP: 67
- DPS: 34
- DB: 16
- GERB-SDS: 59
- ITN: 25
- W: 13

Am 14. November 2021 fand die Neuwahl des Parlaments in Bulgarien statt. Sie wurde nötig, nachdem sich die Parteien nach den Wahlen im April 2021 und im Juli 2021 nicht auf eine Regierung einigen konnten und eine Interimsregierung unter Stefan Janew vom bulgarischen Präsidenten Rumen Radew gebildet wurde. Zum ersten Mal in der bulgarischen Geschichte fanden in einem Jahr drei Parlamentswahlen statt. Gewählt wurden die 240 Abgeordneten der bulgarischen Nationalversammlung, der Narodno Sabranie. Die Wahl fand gleichzeitig mit der ersten Runde der Präsidentschaftswahl statt.
Die vor den Wahlen gegründete Antikorruptionsplattform Wir setzen den Wandel fort (PP) wurde stärkste Kraft im neuen Parlament mit rund 26 Prozent und platzierte sich knapp vor der GERB-SDS-Koalition. Der Erfolg der PP führte zu starken Verlusten bei der populistischen ITN, die im Juli noch stärkste Fraktion wurde. Ebenso verlor das Wahlbündnis Demokratisches Bulgarien einen beträchtlichen Teil ihrer Wähler. Neu im Parlament vertreten ist die nationalistische Partei Wiedergeburt, die IBG-NI hingegen schied aus.
Als Ergebnis wurde die Koalitionsregierung Petkow nach der Wahl gegründet.

## Organisation

### Wahlrecht
Stimmberechtigt sind alle volljährigen bulgarischen Staatsbürger im In- und Ausland, wobei die Volljährigkeit mit der Vollendung des 18. Lebensjahres erreicht wird.
Das Wahlsystem besteht aus der Verhältniswahl, durch welche die 240 Abgeordneten der Nationalversammlung gewählt werden. Dafür wird Bulgarien in 31 Wahldistrikte eingeteilt, die großteils den 28 Oblasten des Landes entsprechen. Ausnahmen sind die Hauptstadt Sofia, die in drei Wahlbezirke aufgeteilt ist, und die Stadt Plowdiw, die einen eigenen Wahlkreis bildet.
Für den Einzug in die Nationalversammlung muss eine Partei die Vier-Prozent-Hürde überspringen (Sperrklausel). Im Vorfeld wurden dazu einige wichtige Änderungen für die Stimmabgabe im In- und Ausland durch das kurzlebige 45. Parlament verabschiedet.

### Stimmabgabe
Die Stimmabgabe der 6.578.716 Wahlberechtigten ist ausschließlich in Wahllokalen möglich, eine Briefwahl gibt es nicht. Im Ausland ist die Stimmabgabe in 755 Auslandswahllokalen in 68 Staaten möglich.
Es ist die zweite Wahl seit der Einführung der Stimmabgabe mittels Wahlmaschinen. Dabei soll in denjenigen Wahllokalen, wo bei der letzten Wahl mindestens 300 Stimmabgaben erfolgten oder mindestens 300 Stimmberechtigte die Eröffnung eines Wahllokals beantragt haben, die Stimmabgabe elektronisch erfolgen. Die elektronische Stimmabgabe ist für alle Wahllokale im In- und Ausland bindend, welche den Anforderungen entsprechen.
Auslandsbulgaren können bei Wahlen ausschließlich in den jeweiligen Konsulaten wählen. Die gesetzliche Begrenzung von maximal 35 Wahllokalen pro Nicht-EU-Land wurde jedoch bereits bei der Wahl im Juli 2021 aufgehoben, da in der Vergangenheit vor allem im Vereinigten Königreich nach dem Brexit und in den USA zu großem Unmut in der dortigen zahlreichen Diaspora führte. Damit werden Wahllokale dort eröffnet, wo mindestens 300 Personen bei einer vorheriger Wahl gewählt haben, oder mindestens 40 Stimmberechtigten die Eröffnung eines Wahllokals schriftlich beantragt haben. Dadurch wurden automatisch 91 Wahllokale eröffnet und auf Basis der insgesamt 56.870 gestellten Anträge (darunter 6.264 in Deutschland, 8.812 in Großbritannien, 21.844 in der Türkei, 212 in Nordmazedonien und 3.202 in Spanien) 412 Wahllokale. In einigen Ländern, wie Deutschland wo maximal 40 Wahllokale außerhalb der diplomatische Vertretungen eröffnen werden dürfen, existieren weitere lokale Einschränkungen. In Hinblick auf die weltweite COVID-19-Pandemie und um das Infektionsrisiko zu minimieren, wurden bei der Wahl 2021 auch Wahllokale außerhalb der offiziellen Vertretungen Bulgariens erlaubt. Insgesamt können die Bulgaren in 750 Wahllokalen in 68 Ländern außerhalb Bulgarien ihre Stimme abgeben, dennoch kann die genaue Zahl der Wahllokale bis zuletzt variieren. So schloss die neuseeländische Regierung an Vorabend der Wahl das Wahllokal in Auckland und begründete dieses mit der zugespitzten Pandemielage in der Stadt. Mit den Änderungen werden sich die meisten Auslandswahllokale im Vereinigten Königreich (132, davon 46 in London und unmittelbarer Umgebung), der Türkei (127), Deutschland (85, davon 7 in Berlin und 5 in München), Spanien (69), den USA (55), Frankreich (18), Österreich (15, davon 8 in Wien) sowie 11 in der Schweiz befinden. Zum ersten Mal wurde ein Wahllokal in Bahrain eröffnet.
In den Nachbarländern Bulgariens werden 25 Wahllokale in Griechenland, 7 in Nordmazedonien, 6 in Serbien, 4 in Albanien und eines in Rumänien eröffnet. Wahllokale werden in Auslandsvertretungen wegen bewaffneter Konflikte oder wegen der Pandemielage in folgenden Ländern nicht eröffnet: Irak, Syrien, Palästina, Libyen, Jemen, Afghanistan sowie in Pakistan, Nordkorea, der Mongolei, Äthiopien, Kasachstan, Usbekistan, Vietnam und Indonesien.

### COVID-19
Die Wahl fiel mitten in den vorläufigen Höhepunkt der COVID-19-Pandemie in Bulgarien. Mit bis zu 330 Tode in der Wahlwoche hatte das Land am 8. November 2021, einer der höchste COVID-19-Todesrate pro Kopf in Europa. Beobachter erwarteten daher eine historisch niedrige Wahlbeteiligung.

## Ausgangslage
- BSP: 36
- ISMW: 13
- DPS: 29
- ITN: 65
- DB: 34
- GERB-SDS: 63

Die bulgarischen Parlamentswahlen im Juli 2021 führten zu einem knappen Sieg der neu gegründeten Es gibt ein solches Volk (ITN) vor der ehemalige Regierungskoalition GERB-SDS; ITN gewann jedoch nur 65 von 240 Sitzen in der bulgarischen Nationalversammlung. Nach den Wahlen entschied sich ITN für die Bildung einer Minderheitsregierung und nahm Gespräche mit potentiellen Partnern (DB, ISBG-NI und BSP) auf, um sich deren Unterstützung zu sichern. Dennoch erwiesen sich diese Versuche als erfolglos, und ITN gab am 10. August bekannt, dass sie ihr vorgeschlagenes Kabinett zurückziehen würden. Slawi Trifonow, der Vorsitzende von ITN, sprach sich daraufhin in einer Videobotschaft für Neuwahlen aus. Das Mandat ging jedoch zunächst an die zweitstärkste parlamentarische Gruppe, die der Koalition GERB-SDS.
Die von GERB geführte Koalition, die Partei des früheren Premierministers Bojko Borissow, gab jedoch noch am selben Tag das Mandat zurück. Die drittplatzierte BSP sprach sich daraufhin für die Einsetzung der Interimsregierung von Stefan Janew als Expertenregierung aus. Diesen Vorschlag wurde jedoch von der ITN, GERB-SDS und DPS abgelehnt. Zusätzlich erklärte Trifonow, dass er keine anderen Parteien bei der Regierungsbildung unterstützen werde. Anschließend einigten sich am 2. September die parlamentarischen Fraktionen über eine vorgezogene Neuwahl und diese gleichzeitig mit der Ersten Runde der planmäßigen Präsidentschaftswahl abzuhalten.
Am 6. September gab die BSP das letzte Mandat zur Regierungsbildung zurück, wodurch das Parlament sich auflöste, um 2021 offiziell eine dritte Parlamentswahl abzuhalten. Präsident Rumen Radew erklärte am 11. September, dass am 14. November zum ersten Mal in der Geschichte Bulgariens eine Zwei-in-eins-Wahl stattfinden wird, bei denen die Wähler über den Präsidenten und das Parlament abstimmen können. Diese Entscheidung wurde auch getroffen, „um die Staatsausgaben zu minimieren“. Gleichzeitig gründeten die ehemaligen Minister  und Harvard-Absolventen Kiril Petkow (Wirtschaft) und Assen Wassilew (Finanzen) aus der Regierung Janew I die Partei Wir setzen den Wandel fort, um an der Wahl teilzunehmen.

## Parteien und Kandidaten

### Spitzenkandidaten der wichtigsten Parteien
| Es gibt ein solches Volk (ITN) | GERB-SDS       | Bulgarische Sozialistische Partei (BSP) | Demokratisches Bulgarien (DB) | Bewegung für Rechte und Freiheiten (DPS) | Steh auf.BG! Wir kommen! (IBG-NI) | Wiedergeburt        | Wir setzen den Wandel fort |
|                                |                |                                         |                               |                                          |                                   |                     |                            |
| Slawi Trifonow                 | Bojko Borissow | Kornelija Ninowa                        | Christo Iwanow                | Mustafa Karadaja                         | Maja Manolowa                     | Kostadin Kostadinow | Kiril Petkow               |

### Antretende Parteien und Koalitionen
| Liste | Abkürzung/Koalition                      | Partei(en) | Ausrichtung                                                                 | Mandate Wahl Juli 2021 | Europäische Partei |
| ----- | ---------------------------------------- | --- | --------------------------------------------------------------------------- | ---------------------- | ------------------ |
| 2     | RWO                                      | Russofili sa Wasraschdane na Otetschestwoto | Linksnationalismus                                                          | –                      | –                  |
| 4     | Patriotische Front (PF)                  | Nationale Front für die Rettung Bulgariens (NFSB) Balgarski Demokratitschen Sajus „Radikali“ Balgarski Nazionalen Demokratitschen Sajus „Zelokupna Balgarija“       | Nationalismus – Nationalismus                                               | –                      | ID –               |
| 5     | Wiedergeburt                             | Wiedergeburt | Nationalismus                                                               | –                      | –                  |
| 7     | Nazionalno Onedomemoe ma Desnizata (NOD) | Republikaner für Bulgarien Konserwatiwno Obedinenie na Desnizata (KOD)                                                                                              | Konservatismus                                                              | –                      | –                  |
| 8     | BSDD                                     | Balgarski Sajus sa Direktna Demokrazija | Direkte Demokratie                                                          | –                      | –                  |
| 10    | BSDE                                     | Balgarska Sozialdemokrazija – Ewrolewiza | Sozialdemokratie                                                            | –                      | –                  |
| 11    | Ataka                                    | Ataka | Rechtsextremismus                                                           | –                      | –                  |
| 13    | ONB                                      | Obschtestwo sa Nowa Balgarija |                                                                             | –                      | –                  |
| 14    | GN                                       | Glas naroden | Populismus                                                                  | –                      | –                  |
| 17    | DPS                                      | Bewegung für Rechte und Freiheiten | Liberalismus, Minderheitenpolitik                                           | 29                     | ALDE               |
| 20    | Prawoto                                  | Prawoto |                                                                             | –                      | –                  |
| 21    | IMRO-BND                                 | IMRO – Bulgarische Nationale Bewegung | Nationalismus                                                               | –                      | EKR                |
| 22    | BNO                                      | Balgarsko Nazionalno Obedinenie |                                                                             | –                      | –                  |
| 23    | Wolja                                    | Wolja |                                                                             | –                      | –                  |
| 24    | ITN                                      | Es gibt ein solches Volk | Populismus                                                                  | 65                     | –                  |
| 25    | Wir setzen den Wandel fort (PP) 1        | Volt Bulgarien Sredna Ewropejska Klasa (SEK) Polititschesko Dwischenie „Sozialdemokrati“                                                                            | Pro-Europäismus Europäischer Föderalismus Sozialdemokratie                  | –                      | Volt Europa –      |
| 26    | MIR                                      | MIR | Konservatismus                                                              | –                      | –                  |
| 27    | BOG                                      | Blagodenstwie Obedinenie Gradiwnost |                                                                             | –                      | –                  |
| 28    | BNS-ND                                   | Balgarski Nazionalen Sajus – Nowa Demokrazija |                                                                             | –                      | –                  |
| 29    | PD                                       | Prjaka Demokrazija | Direkte Demokratie                                                          | –                      | –                  |
| 30    | Demokratisches Bulgarien (DB)            | Ja, Bulgarien! Demokraten für ein starkes Bulgarien (DSB) Grüne Bewegung                                                                                            | Anti-Korruption Konservatismus Grüne Politik                                | 34                     | – EVP EGP          |
| 31    | Steh auf BG! Wir kommen (IBG-NI)         | Dwischenie 21 Dwischenie Balgarija na Graschdanite (DBG) Edinna Narodna Partija Semedelski Naroden Sajus Dwischenie na Nepartijnite Kandidati                       | Pro-Europäismus Europäischer Föderalismus Bauernpartei                      | 13                     | –                  |
| 32    | GERB – SDS                               | GERB Union der demokratischen Kräfte (SDS) | Konservatismus, Wirtschaftsliberalismus Christdemokratie                    | 63                     | EVP                |
| 33    | BSP für Bulgarien (BSP)                  | Bulgarische Sozialistische Partei (BSP) Nowa Sora (NS) Kommunistische Partei Bulgariens (KPB) Polititscheski Klub „Ekoglasnost“ (PKE) Polititscheski Klub „Trakija“ | Sozialdemokratie Linksnationalismus Kommunismus Grüne Politik Nationalismus | 36                     | SPE –              |
| 34    | BPL                                      | Balgarska Progresiwna Linija |                                                                             | –                      | –                  |
| 35    | Selenite                                 | Partija na selenite | Grüne Politik                                                               | –                      | –                  |
| 36    | Brigada                                  | Brigada |                                                                             | –                      | –                  |

## Umfragen
| Institut                          | Datum 2021       | ITN    | GERB- SDS | BSP    | DB     | DPS    | IBG- NI | IMRO- BND | W     | PP     | Sonstige | Keiner |
| --------------------------------- | ---------------- | ------ | --------- | ------ | ------ | ------ | ------- | --------- | ----- | ------ | -------- | ------ |
| Alpha Research                    | 7.−9. Nov.       | 9,9 %  | 24,1 %    | 16,0 % | 10,2 % | 9,8 %  | 3,6 %   | —         | 3,8 % | 16,5 % | 6,1 %    | —      |
| Barometar                         | 4.−9. Nov.       | 13,4 % | 26,4 %    | 15,8 % | 8,1 %  | 11,4 % | 2,9 %   | 3,7 %     | 1,5 % | 11,2 % | 5,5 %    | —      |
| Gallup                            | 1.−9. Nov.       | 11,4 % | 23,5 %    | 15,2 % | 9,6 %  | 11,3 % | 3,4 %   | 2,1 %     | 3,5 % | 15,5 % | 4,5 %    | —      |
| Centre for Analysis and Marketing | 4.−8. Nov.       | 12,2 % | 23,5 %    | 14,6 % | 11,0 % | 10,3 % | 4,2 %   | —         | —     | 16,2 % | 8,0 %    | —      |
| Mediana                           | 4.–8. Nov.       | 12,2 % | 25,4 %    | 15,6 % | 9,7 %  | 10,6 % | 4,2 %   | —         | 3,1 % | 17,3 % | 1,9 %    | —      |
| Trend                             | 1.–7. Nov.       | 12,8 % | 22,9 %    | 15,1 % | 9,1 %  | 10,3 % | 3,3 %   | 2,2 %     | 3,6 % | 14,8 % | 5,9 %    | —      |
| Market Links                      | 2.–7. Nov.       | 9,7 %  | 23,0 %    | 12,1 % | 10,5 % | 11,2 % | 4,1 %   | 1,2 %     | 3,0 % | 16,3 % | 1,2 %    | 8,9 %  |
| Exacta                            | 29. Okt.–5. Nov. | 12,5 % | 23,8 %    | 15,0 % | 9,2 %  | 9,5 %  | 3,5 %   | 2,5 %     | 3,0 % | 15,5 % | 3,7 %    | 1,8 %  |
| Sova Harris                       | 27. Okt.–2. Nov. | 13,4 % | 23,8 %    | 16,7 % | 9,1 %  | 9,7 %  | 4,1 %   | 2,1 %     | 2,5 % | 15,6 % | 1,9 %    | 1,1 %  |
| Gallup                            | 23.–31. Okt.     | 11,3 % | 24,2 %    | 15,7 % | 9,8 %  | 11,1 % | 3,1 %   | 2,3 %     | 3,3 % | 13,7 % | 5,5 %    | —      |
| Estat                             | 23.–31. Okt.     | 15,2 % | 24,1 %    | 18,1 % | 7,4 %  | 9,2 %  | 3,3 %   | 2,3 %     | 3,3 % | 14,3 % | 2,8 %    | —      |
| Centre for Analysis and Marketing | 22.–26. Okt.     | 12,3 % | 22,3 %    | 15,1 % | 11,8 % | 10,3 % | 3,2 %   | 1,2 %     | 2,5 % | 15,8 % | 3,0 %    | 0,3 %  |
| Barometar                         | 13.–18. Okt.     | 14,3 % | 26,2 %    | 14,9 % | 8,8 %  | 11,6 % | 2,9 %   | 3,7 %     | 1,5 % | 10,5 % | 5,5 %    | —      |
| Gallup                            | 10.–17. Okt.     | 12,2 % | 22,5 %    | 15,1 % | 11,2 % | 10,8 % | 3,7 %   | 2,3 %     | 2,9 % | 13,4 % | 5,9 %    | —      |
| Exacta                            | 6.–12. Okt.      | 15,2 % | 23,5 %    | 15,0 % | 10,2 % | 9,4 %  | 2,6 %   | 2,5 %     | 1,9 % | 15,5 % | 4,2 %    | —      |
| Sova Harris                       | 5.–12. Okt.      | 14,4 % | 24,2 %    | 19,1 % | 9,0 %  | 8,7 %  | 4,2 %   | 1,8 %     | 1,9 % | 14,6 % | 0,4 %    | 1,7 %  |
| Centre for Analysis and Marketing | 6.–10. Okt.      | 11,7 % | 24,2 %    | 15,8 % | 10,3 % | 11,0 % | 3,2 %   | 0,7 %     | 1,7 % | 12,8 % | 3,7 %    | 0,7 %  |
| Alpha Research                    | 4.–10. Okt.      | 10,4 % | 23,1 %    | 16,8 % | 10,9 % | 9,3 %  | 3,2 %   | 2,1 %     | 2,9 % | 15,9 % | 5,4 %    | —      |
| Gallup                            | 21.–26. Sep.     | 12,3 % | 21,4 %    | 13,4 % | 12,1 % | 11,4 % | 4,1 %   | 2,2 %     | 3,3 % | 15,2 % | 4,6 %    | —      |
| Market Links                      | 14.–20. Sep.     | 14,9 % | 25,0 %    | 16,0 % | 13,1 % | 10,8 % | 3,6 %   | —         | 3,5 % | 11,9 % | 1,1 %    | —      |
| Barometar                         | 12.–16. Sep.     | 15,1 % | 25,6 %    | 13,2 % | 9,2 %  | 11,9 % | 3,2 %   | 3,8 %     | 3,0 % | —      | 15,0 %   | —      |
| Trend                             | 8.–15. Sep.      | 17,5 % | 24,4 %    | 16,6 % | 8,5 %  | 9,3 %  | 3,8 %   | 2,2 %     | 2,9 % | 9,1 %  | 5,7 %    | —      |
| Alpha Research                    | 8.–15. Sep.      | 18,6 % | 23,2 %    | 18,1 % | 14,5 % | 10,5 % | 4,5 %   | —         | 3,8 % | —      | 6,8 %    | —      |
| Gallup                            | 2.–10. Sep.      | 15,5 % | 22,5 %    | 16,1 % | 15,8 % | 11,9 % | 4,8 %   | 2,4 %     | 3,1 % | —      | 7,9 %    | —      |
| Market Links                      | 13.–22. Aug.     | 17,2 % | 23,7 %    | 17,2 % | 18,1 % | 12,0 % | 4,9 %   | —         | 4,7 % | —      | 2,2 %    | —      |
| Trend                             | 23.–30. Juli     | 21,6 % | 22,4 %    | 14,5 % | 14,1 % | 10,2 % | 4,4 %   | 1,9 %     | 2,9 % | —      | 8,0 %    | —      |
| Market Links                      | 21.–28. Juli     | 22,6 % | 19,8 %    | 17,9 % | 17,2 % | 9,6 %  | 5,4 %   | 2,1 % *   | 3,7 % | —      | 1,4 %    | —      |
| Juli 2021 Wahlen                  | 11. Juli         | 23,8 % | 23,2 %    | 13,2 % | 12,5 % | 10,6 % | 5,0 %   | 3,1 % *   | 3,0 % | —      | 4,4 %    | 1,3 %  |

## Ergebnis
Die neugegründete Antikorrutionspartei Wir setzen den Wandel fort (PP) unter der Führung von Kiril Petkow und Assen Wassilew, die kurzzeitig in der Übergangsregierung als Minister tätig waren, wurde aus dem Stand heraus stärkste Kraft. Sie bezog ihre Wähler in erster Linie von den anderen Pro-EU und Antikorruptionsbündnissen Demokratisches Bulgarien (DB), Es gibt ein solches Volk (ITN) und Steh auf BG! Wir kommen (IBG-NI), die alle starke Verluste hinnehmen mussten, wobei IBG-NI gar aus dem Parlament fiel.
Wie bereits bei den vorherigen Wahlen 2021 verlor die konservative Partei GERB im Bündnis mit SDS unter dem ehemaligen Ministerpräsidenten Bojko Borissow Wählerstimmen. Sie erreichte erneut das schlechteste Ergebnis seit ihrer Gründung 2006. Auch die Sozialisten mussten Verluste hinnehmen, so dass sie auf ihr schlechtestes Resultat seit 1990 kamen und zudem zum ersten Mal auf den vierten Platz zurückfielen.
Die türkische Minderheitenpartei DPS konnte Zugewinne verzeichnen, was auch an der gestiegenen Wahlbeteiligung in der Türkei lag. Ein Grund hierfür kann die Nominierung des ersten türkischstämmigen Präsidentschaftskandidaten Mustafa Karadaja gewesen sein. Hinzu kam die Unterstützung des türkischen Staats, regierungsnahe Repräsentanten und Organisationen bei der Organisation und Mobilisierung. Dabei stammen fast ein Viertel aller für die DPS abgegebenen Stimmen aus der Türkei und sorgten für 14 zusätzliche Mandate. Gleichzeitig zeichnete sich in den bulgarischen DPS-Hochburgen wie Kardschali eine historisch niedrige Wählermobilisierung und Zustimmung für die Partei ab. Nach der Wahl verurteilte die bulgarische Regierung das Vorgehen in der Türkei scharf, warf der Türkei Einmischung in die innere Angelegenheiten vor und bestellte den türkischen Botschafter ein.
Neu im Parlament vertreten ist die nationalistische und russlandfreundliche Wiedergeburt. Sie profitierte vom Scheitern der Bulgarischen Patrioten (IMRO-BND, NFSB und Wolja) im Juli und deren Zerbrechen daraufhin. Zudem unterstützte sie die Proteste gegen die härteren Schutzmaßnahmen zur Bekämpfung der COVID-19-Pandemie.

### Gesamtergebnis

Stärkste Partei nach Wahlkreis und Verteilung der Mandate

| Listen            | Listen                                                                                  | Stimmen   | %    | Mandate | +/- |
| ----------------- | --------------------------------------------------------------------------------------- | --------- | ---- | ------- | --- |
|                   | Wir setzen den Wandel fort (PP) Prodalschawame Promjanata                               | 673.170   | 25,7 | 67      | +67 |
|                   | GERB-Sajus na Demokratitschnite Sili (GERB-SDS) GERB-SDS                                | 596.456   | 22,7 | 59      | −4  |
|                   | Bewegung für Rechte und Freiheiten (DPS) Dwischenie sa Prawa i Swobodi                  | 341.000   | 13,0 | 34      | +5  |
|                   | BSP für Bulgarien BSP sa Balgarija                                                      | 267.817   | 10,2 | 26      | −10 |
|                   | Es gibt ein solches Volk (ITN) Ima Takaw Narod                                          | 249.743   | 9,5  | 25      | −40 |
|                   | Demokratisches Bulgarien (DB) Demokratitschna Balgarija – Obedinenie                    | 166.968   | 6,4  | 16      | −18 |
|                   | Wiedergeburt Wasraschdane                                                               | 127.568   | 4,9  | 13      | +13 |
|                   | Isprawi se BG! Nie Idwame!                                                              | 60.055    | 2,3  | –       | −13 |
|                   | IMRO – Bulgarische Nationale Bewegung WMRO – Balgarsko Nazionalno Dwischenie            | 28.322    | 1,1  | –       | –   |
|                   | Balgarska Sozialdemokrazija – Ewrolewiza                                                | 13.710    | 0,5  | –       | –   |
|                   | Ataka                                                                                   | 12.153    | 0,5  | –       | –   |
|                   | Obschtestwo sa Nowa Balgarija                                                           | 11.627    | 0,4  | –       | –   |
|                   | Glas naroden                                                                            | 11.546    | 0,4  | –       | –   |
|                   | Nazionalno Obedinenie na Desnizata                                                      | 11.239    | 0,4  | –       | –   |
|                   | Patriotische Front Patriotitschen Front – NFSB, BDS Radikali i BNDS Zelokupna Balgarija | 8.584     | 0,3  | –       | –   |
|                   | Wolja                                                                                   | 7.067     | 0,3  | –       | –   |
|                   | Russofili sa Wasraschdane na Otetschestwoto                                             | 6.803     | 0,3  | –       | –   |
|                   | Prawoto                                                                                 | 6.712     | 0,3  | –       | –   |
|                   | Balgarski Sajus sa Direktna Demokrazija                                                 | 5.894     | 0,2  | –       | –   |
|                   | Partija MIR                                                                             | 3.939     | 0,2  | –       | –   |
|                   | Partija na selenite                                                                     | 2.968     | 0,1  | –       | –   |
|                   | Balgarsko Nazionalno Obedinenie                                                         | 2.468     | 0,1  | –       | –   |
|                   | Blagodenstwie Obedinenie Gradiwnost                                                     | 1.723     | 0,1  | –       | –   |
|                   | Balgarska Progresiwna Linija                                                            | 1.498     | 0,1  | –       | –   |
|                   | Prjaka Demokrazija                                                                      | 1.341     | 0,1  | –       | –   |
|                   | Brigada                                                                                 | 1.151     | 0,0  | –       | –   |
|                   | Balgarski Nazionalen Sajus                                                              | 1.099     | 0,0  | –       | –   |
| Gesamt            | Gesamt                                                                                  | 2.622.796 | 100  | 240     | –   |
|                   |                                                                                         |           |      |         |     |
| Keine Liste       | Keine Liste                                                                             | 35.745    | 1,3  |         |     |
| Ungültige Stimmen | Ungültige Stimmen                                                                       | 12.382    | 0,5  |         |     |
| Wähler            | Wähler                                                                                  | 2.670.923 | 40,1 |         |     |
| Wahlberechtigte   | Wahlberechtigte                                                                         | 6.665.534 |      |         |     |
|                   |                                                                                         |           |      |         |     |
| Quelle: CIK       |                                                                                         |           |      |         |     |

### Ergebnis nach Distrikt
Ergebnisse in Prozent.
| Distrikt           | PP    | GERB  | DPS   | BSP   | ITN   | DB    | W    | IBG-NI | IMRO | Sonst. |
| ------------------ | ----- | ----- | ----- | ----- | ----- | ----- | ---- | ------ | ---- | ------ |
| Blagoewgrad        | 19,90 | 26,89 | 16,65 | 9,79  | 10,49 | 4,39  | 2,89 | 2,09   | 2,89 | 4,02   |
| Burgas             | 26,18 | 23,16 | 14,27 | 9,53  | 9,02  | 4,81  | 5,20 | 2,69   | 0,72 | 4,42   |
| Chaskowo           | 25,93 | 22,54 | 16,78 | 10,29 | 9,32  | 3,57  | 4,51 | 2,09   | 0,54 | 4,43   |
| Dobritsch          | 25,50 | 20,20 | 10,78 | 14,52 | 10,11 | 4,16  | 5,22 | 2,39   | 1,37 | 5,75   |
| Gabrowo            | 27,41 | 29,88 | 4,51  | 10,38 | 9,57  | 3,91  | 6,00 | 2,44   | 1,24 | 4,66   |
| Jambol             | 25,71 | 24,03 | 1,66  | 19,48 | 9,88  | 4,09  | 5,80 | 2,77   | 0,79 | 5,79   |
| Kardschali         | 7,03  | 10,45 | 68,13 | 4,34  | 3,86  | 1,62  | 1,08 | 0,43   | 0,23 | 2,83   |
| Kjustendil         | 24,74 | 31,74 | 1,47  | 13,38 | 10,45 | 3,24  | 4,43 | 3,70   | 1,66 | 5,19   |
| Lowetsch           | 22,14 | 27,81 | 8,11  | 14,06 | 10,58 | 3,88  | 4,57 | 2,47   | 1,46 | 4,92   |
| Montana            | 22,95 | 20,69 | 18,49 | 12,45 | 10,48 | 2,97  | 3,68 | 2,31   | 0,91 | 5,07   |
| Pasardschik        | 21,41 | 26,51 | 13,09 | 13,01 | 9,89  | 3,69  | 4,13 | 2,60   | 1,16 | 4,87   |
| Pernik             | 24,28 | 32,87 | 1,57  | 12,19 | 10,48 | 4,42  | 4,57 | 2,59   | 1,28 | 5,75   |
| Plewen             | 23,57 | 21,58 | 6,03  | 16,19 | 14,86 | 3,49  | 4,14 | 3,40   | 1,45 | 5,19   |
| Plowdiw (Oblast)   | 22,61 | 26,75 | 7,99  | 14,84 | 10,28 | 3,48  | 4,98 | 2,55   | 0,94 | 5,58   |
| Plowdiw (Stadt)    | 33,20 | 25,36 | 1,65  | 9,25  | 9,89  | 7,42  | 6,42 | 2,03   | 1,09 | 3,69   |
| Rasgrad            | 10,70 | 17,61 | 44,41 | 6,59  | 5,71  | 7,19  | 2,33 | 1,02   | 0,57 | 3,87   |
| Russe              | 29,49 | 21,28 | 8,11  | 11,10 | 11,87 | 4,17  | 5,64 | 1,98   | 1,66 | 4,70   |
| Schumen            | 19,93 | 22,85 | 24,77 | 9,87  | 8,61  | 2,66  | 3,75 | 1,48   | 1,06 | 5,02   |
| Silistra           | 17,07 | 24,24 | 28,82 | 8,91  | 7,85  | 2,38  | 2,83 | 1,47   | 0,81 | 5,62   |
| Sliwen             | 25,82 | 26,79 | 5,73  | 11,98 | 10,20 | 4,10  | 4,89 | 3,66   | 0,79 | 6,04   |
| Smoljan            | 19,88 | 24,80 | 21,16 | 12,43 | 9,14  | 3,66  | 2,44 | 1,54   | 0,41 | 4,54   |
| Sofia (Oblast)     | 23,36 | 28,77 | 5,70  | 13,32 | 10,54 | 4,25  | 4,23 | 2,22   | 1,73 | 5,88   |
| Sofia (Stadt 23)   | 36,52 | 21,53 | 0,54  | 8,55  | 5,93  | 15,63 | 4,62 | 2,81   | 0,82 | 3,05   |
| Sofia (Stadt 24)   | 33,38 | 24,02 | 0,53  | 8,39  | 6,96  | 14,55 | 5,11 | 2,56   | 1,02 | 3,48   |
| Sofia (Stadt 25)   | 32,12 | 26,13 | 0,66  | 9,45  | 8,32  | 9,64  | 5,80 | 2,47   | 1,41 | 4,00   |
| Stara Sagora       | 27,46 | 23,08 | 6,73  | 12,67 | 11,34 | 4,24  | 6,24 | 2,66   | 0,88 | 4,70   |
| Targowischte       | 14,21 | 16,95 | 37,82 | 10,88 | 7,71  | 2,78  | 2,92 | 1,45   | 0,72 | 4,56   |
| Warna              | 29,01 | 26,63 | 4,58  | 8,85  | 10,70 | 5,84  | 6,74 | 2,40   | 1,17 | 4,08   |
| Weliko Tarnowo     | 25,32 | 21,23 | 8,66  | 15,44 | 10,93 | 4,76  | 5,54 | 1,85   | 1,40 | 4,87   |
| Widin              | 20,59 | 28,09 | 6,29  | 14,96 | 11,67 | 5,67  | 3,41 | 3,27   | 0,74 | 5,31   |
| Wraza              | 22,74 | 27,44 | 8,69  | 11,97 | 10,97 | 3,72  | 3,88 | 3,52   | 1,68 | 5,39   |
| Ausland            | 21,94 | 7,93  | 39,23 | 2,29  | 10,98 | 7,86  | 6,15 | 1,18   | 0,37 | 2,07   |
| Bulgarien (gesamt) | 25,67 | 22,74 | 13,00 | 10,21 | 9,52  | 6,37  | 4,86 | 2,29   | 1,08 | 4,26   |

## Folgen
Als direkte Folge der verlorenen Wählerstimmen traten am Montag, 15. November die Führung des Demokratisches Bulgarien Wladislaw Panew, Borislaw Sandow, Atanas Atanassow, Christo Iwanow sowie die Vorsitzende der BSP ihren Parteivorsitz ab.
Nach der Wahl fingen Koalitionsverhandlungen zwischen der PP, ITN, BSP und DB, welche in eine neue Regierung unter Kiril Petkow mündeten. Er wurde am 13. Dezember zum Ministerpräsidenten gewählt und in der Folge die Regierung Petkow vereidigt.